# 塩水川
塩水川（しおみずがわ）は、神奈川県愛甲郡清川村を流れる河川。相模川水系の支流。

## 地理
神奈川県愛甲郡清川村の西部に位置する丹沢山地の丹沢山付近に源を発し東に流れ、塩水林道の瀬戸橋付近で本谷川に合流する。

## ギャラリー

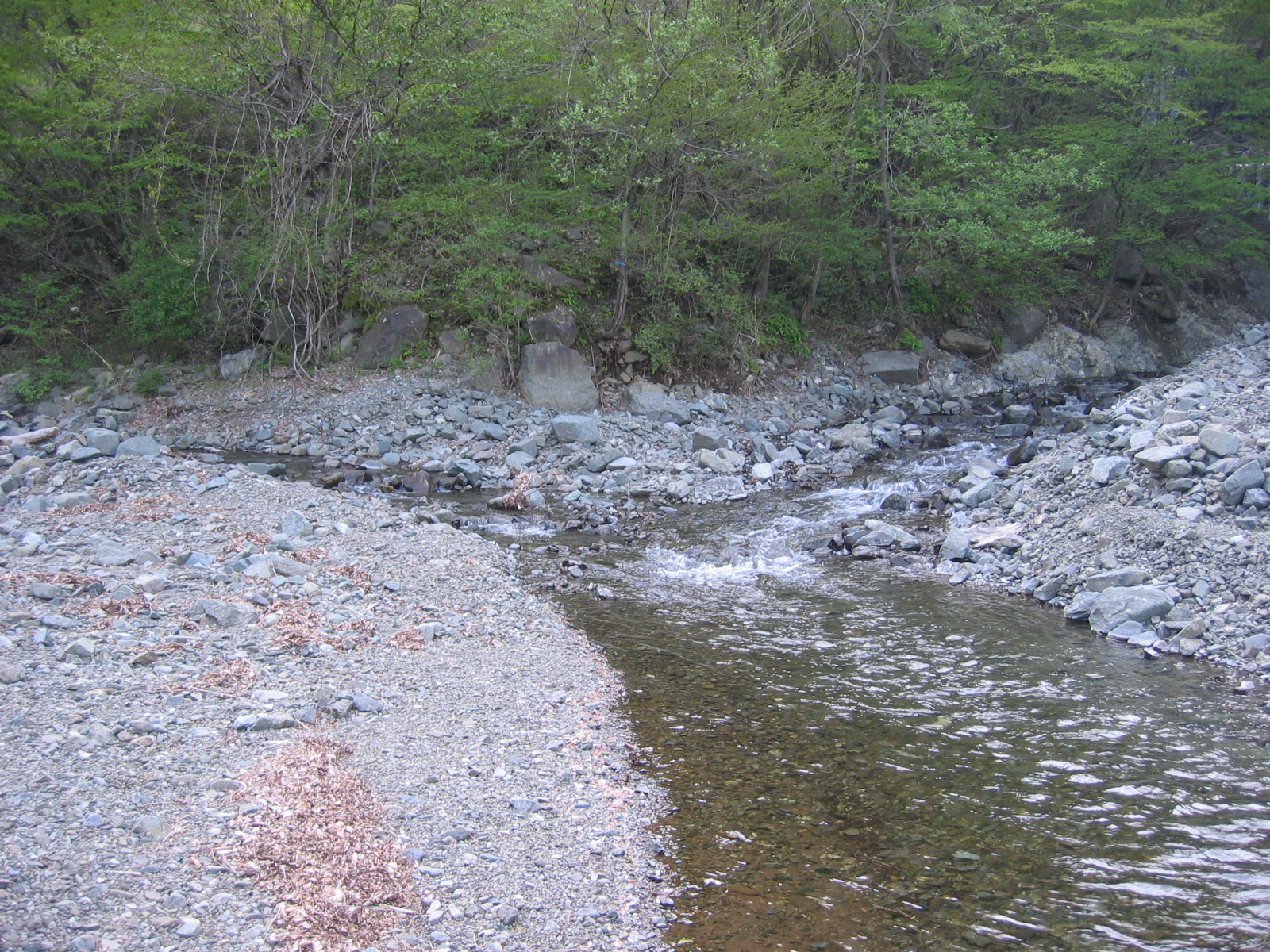
塩水川の上流、右はワサビ沢で左は堂平沢
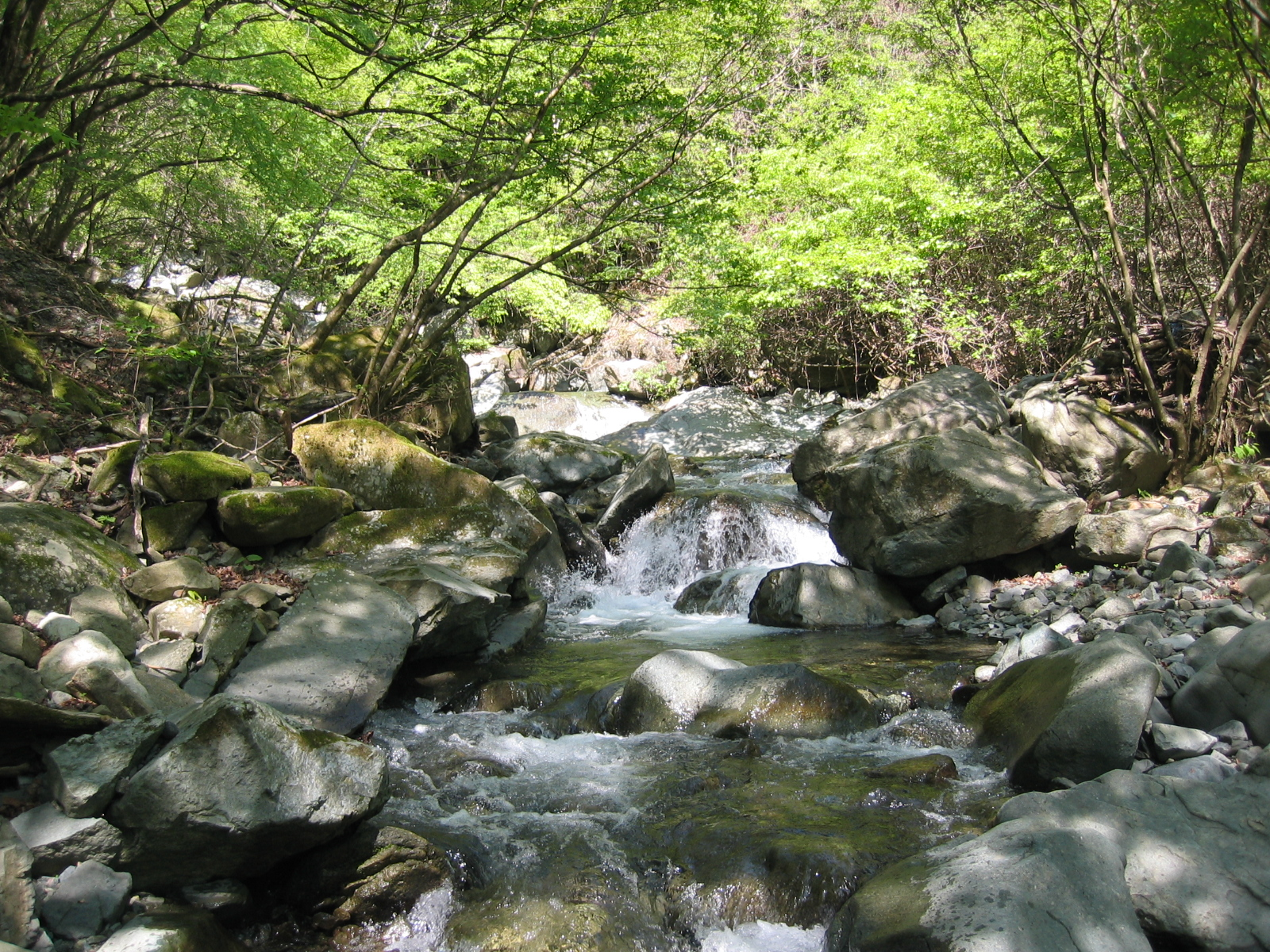
塩水川の下流
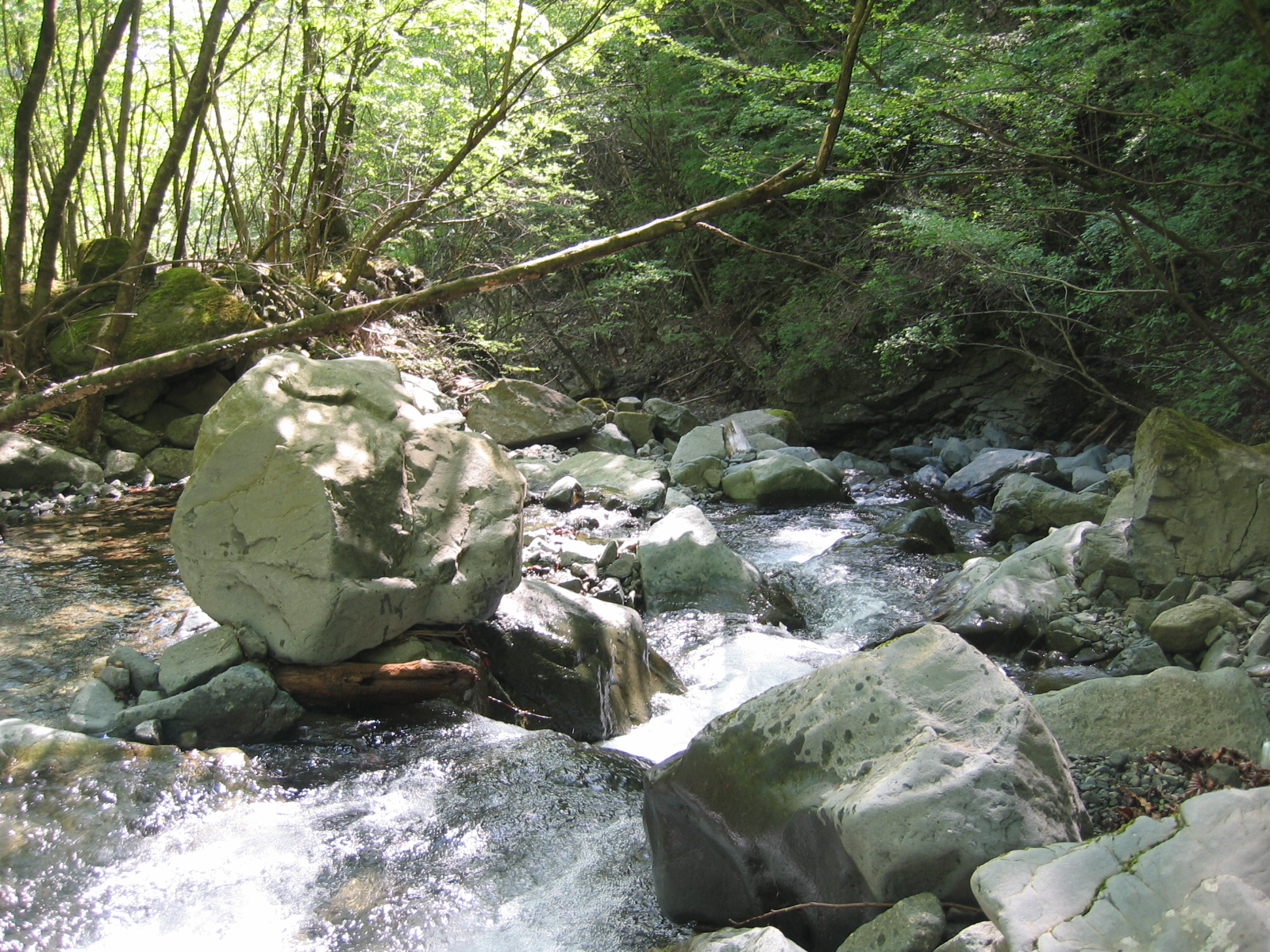
塩水川の下流

座標: 北緯35度28分52.1秒 東経139度12分9.7秒 / 北緯35.481139度 東経139.202694度